# برابين تولادار
برابين تولادار هو ملاكم نيبالي، مثّل بلاده في الألعاب الأولمبية الصيفية 1984.

## روابط خارجية
برابين تولادار على موقع أوليمبيديا (الإنجليزية)